# 十市郡
- 令制国一覧 > 畿内 > 大和国 > 十市郡
- 日本 > 近畿地方 > 奈良県 > 十市郡

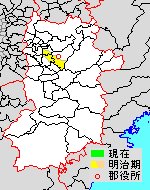
奈良県十市郡の範囲

十市郡（とおいちぐん）は、奈良県（大和国）にあった郡。

## 郡域
1880年（明治13年）に行政区画として発足した当時の郡域は、下記の区域にあたる。
- 橿原市の一部（概ね飯高町、大垣町、豊田町、新口町、上品寺町、内膳町、北八木町、木原町、山之坊町、石原田町、出合町、膳夫町、下八釣町、木之本町より北東[2]）
- 桜井市の一部（新屋敷、東新堂、大福、吉備、阿部、谷、桜井、浅古、倉橋、下り尾、粟原より南西）
- 磯城郡田原本町の一部（松本、西竹田、十六面、保津、大字なし、千代、味間より南西）

## 歴史

### 古代

#### 郷
『和名類聚抄』に記される郡内の郷。
- 飯富
- 川辺（加八乃倍）
- 池上
- 神戸

#### 式内社
『延喜式』神名帳に記される郡内の式内社。
| 神名帳                       | 神名帳                   | 神名帳   | 神名帳                    | 比定社               | 比定社                   | 比定社                       | 集成 |
| 社名                         | 読み                     | 格       | 付記                      | 社名                 | 所在地                   | 備考                         | 集成 |
| ---------------------------- | ------------------------ | -------- | ------------------------- | -------------------- | ------------------------ | ---------------------------- | ---- |
| 十市郡 19座（大11座・小8座） |                          |          |                           |                      |                          |                              |      |
| 多坐弥志理都比古神社 二座    | オホノ-ミシ- オホノカミ- | 並名神大 | 月次相嘗新嘗              | 多坐弥志理都比古神社 | 奈良県磯城郡田原本町多   |                              |      |
| 十市御県坐神社               | トヲチミアカタノ         | 大       | 月次新嘗                  | 十市御縣坐神社       | 奈良県橿原市十市町       |                              |      |
| 目原坐高御魂神社 二座        | メハラノ-                | 並大     | 月次新嘗                  | （論）天満神社       | 奈良県橿原市太田市町     |                              |      |
| 目原坐高御魂神社 二座        | メハラノ-                | 並大     | 月次新嘗                  | （論）耳成山口神社   | 奈良県橿原市木原町       |                              |      |
| 目原坐高御魂神社 二座        | メハラノ-                | 並大     | 月次新嘗                  | （論）山之坊山口神社 | 奈良県橿原市山之坊町     |                              |      |
| 石寸山口神社                 | イハレヤマクチノ         | 大       | 月次新嘗                  | （論）石寸山口神社   | 奈良県桜井市谷           |                              |      |
| 石寸山口神社                 | イハレヤマクチノ         | 大       | 月次新嘗                  | （論）山口神社       | 奈良県桜井市高田         |                              |      |
| 畝尾坐健土安神社             | ウネヒノ-                | 大       | 月次新嘗                  | 畝尾坐健土安神社     | 奈良県橿原市下八釣町     |                              |      |
| 畝尾坐健土安神社             | ウネヒノ-                | 大       | 月次新嘗                  | （論）天香山神社     | 奈良県橿原市南浦町       |                              |      |
| 畝尾坐健土安神社             | ウネヒノ-                | 大       | 月次新嘗                  | （論）春日神社       | 奈良県橿原市戒外町       |                              |      |
| 耳成山口神社                 | ミミナシマヤクチノ       | 大       | 月次新嘗                  | 耳成山口神社         | 奈良県橿原市木原町       |                              |      |
| 竹田神社                     | タケタノ                 | 小       |                           | 竹田神社             | 奈良県橿原市竹田町       |                              |      |
| 坂門神社                     | サカトノ                 | 小       | 鍬靫                      | （論）阪門神社       | 奈良県橿原市中町         |                              |      |
| 坂門神社                     | サカトノ                 | 小       | 鍬靫                      | （論）天岩戸神社     | 奈良県橿原市南浦町       |                              |      |
| 子部神社 二座                | コヘノ                   | 並大     | 月次新嘗                  | 子部神社             | 奈良県橿原市飯高町       |                              |      |
| 畝尾都多本神社               | ウネヒツタモトノ         | 小       | 鍬靫                      | 畝尾都多本神社       | 奈良県橿原市木之本町     |                              |      |
| 天香山坐櫛真命神社           | アマノカコヤマノ-        | 大       | 月次新嘗 元名大麻等乃知神 | （論）天香山神社     | 奈良県橿原市南浦町       |                              |      |
| 天香山坐櫛真命神社           | アマノカコヤマノ-        | 大       | 月次新嘗 元名大麻等乃知神 | （論）国常立神社     | 奈良県橿原市南浦町       |                              |      |
| 皇子神命神社                 | ミコ-                    | 小       |                           | 皇子神命神社         | 奈良県磯城郡田原本町多   | 多坐弥志理都比古神社境外摂社 |      |
| 姫皇子命神社                 | ヒメ-                    | 小       |                           | 姫皇子神社           | 奈良県磯城郡田原本町多   | 多坐弥志理都比古神社境外摂社 |      |
| 小社神命神社                 | ヲモリ-                  | 小       |                           | 小杜神社             | 奈良県磯城郡田原本町多   | 多坐弥志理都比古神社境外摂社 |      |
| 屋就神命神社                 | ヤツキ-                  | 小       | 已上四神大社皇子神        | 屋就神命神社         | 奈良県橿原市大垣町字屋就 | 多坐弥志理都比古神社境外摂社 |      |
| 下居神社                     | シタヰ シモヰ            | 小       |                           | （論）神明神社       | 奈良県桜井市下居         |                              |      |
| 下居神社                     | シタヰ シモヰ            | 小       | （論）下居神社            | 奈良県桜井市浅古     |                          |                              |      |
| 下居神社                     | シタヰ シモヰ            | 小       | （論）下居神社            | 奈良県桜井市下       |                          |                              |      |
| 凡例を表示                   |                          |          |                           |                      |                          |                              |      |

### 近世
「旧高旧領取調帳」に記載されている明治初年時点での支配は以下の通り。幕府領は奈良奉行が管轄。●は村内に寺社領が、○は村内に寺社除地が存在。（3町81村）

### 近代
- 慶応4年
  - 2月5日（1868年2月27日）[17] - 幕府領が奈良府の管轄となる。
  - 5月21日（1868年7月10日） - 旗本領・寺社領が奈良府の管轄となる。
  - 7月29日（1868年9月15日） - 奈良府が改称して奈良県（第1次）となる。
- 明治4年
  - 7月14日（1871年8月29日） - 廃藩置県により、藩領が津県、郡山県、久居県、田原本県、高取県の管轄となる。
  - 11月22日（1872年1月2日） - 第2次府県統合により、全域が奈良県の管轄となる。
- 明治初年（3町82村）
  - 阿部村のうち安倍文殊院領・同除地が分立して門前村となる。
  - 東竹田村が竹田村（現・橿原市）に、香具山村が戒外村にそれぞれ改称。
- 明治6年 - 大福村・吉備村の各一部（枝郷笠神）が分立して笠神村となる。（3町83村）
- 明治8年 - 阿部田村・八条村が合併して千代村となる。（3町82村）
- 明治9年（1876年）（3町80村）
  - 4月18日 - 第2次府県統合により堺県の管轄となる。
  - 秦楽寺村・九品寺村が合併して秦庄村となる。
  - このころ出屋敷村が味間村に合併。
- 明治10年（1877年） - 門前村が阿部村に合併。（3町79村）
- 明治12年（1879年） - 新開村が飯盛塚町に合併。（3町78村）
- 明治13年（1880年）4月15日 - 郡区町村編制法の堺県での施行により、行政区画としての十市郡が発足。式上郡三輪村に「三輪郡役所」が設置され、同郡および式下郡・宇陀郡とともに管轄したが、まもなく「十市式上式下宇陀郡役所」に改称。
- 明治14年（1881年）2月7日 - 大阪府の管轄となる。
- 明治17年（1884年） - 2ヶ所ずつ存在した竹田村・新堂村が、東竹田村（現・橿原市）、西竹田村（現・磯城郡田原本町）、東新堂村（現・桜井市）、西新堂村（現・磯城郡田原本町）にそれぞれ改称。
- 明治20年（1887年）11月4日 - 奈良県（第2次）の管轄となる。

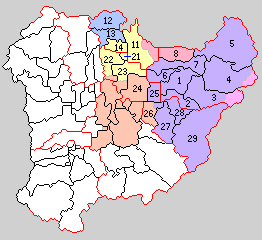
21.田原本町 22.平野村 23.多村 24.耳成村 25.大福村 26.香久山村 27.安倍村 28.桜井村 29.多武峰村（紫：桜井市 橙：橿原市 黄：磯城郡田原本町 1 - 8は式上郡、11 - 14は式下郡）

- 明治22年（1889年）4月1日 - 町村制の施行により、以下の町村が発足。（1町8村）
  - 田原本町（田原本村が単独町制。現・磯城郡田原本町）
  - 平野村 ← 佐味村、大網村、金剛寺村、松本村、西竹田村、竹田南方村、満田村、十六面村、保津村、薬王寺村、下之庄村（現・磯城郡田原本町）、飯高村（現・橿原市）
  - 多村 ← 秦庄村、千代村、味間村、宮ノ森村、新木村、矢部村、多村（現・磯城郡田原本町）、大垣村、豊田村、新口村、西新堂村（現・橿原市）
  - 耳成村 ← 内膳村、上品寺村、新賀村、木原村、山之坊村、石原田村、十市村、葛本村、常盤村、東竹田村、中村、太田市村（現・橿原市）
  - 大福村 ← 大福村、東新堂村、新屋敷村、西ノ宮村、笠神村［旧・大福村枝郷］（現・桜井市）
  - 香久山村 ← 池尻村、南山村、戒外村、南浦村、木之本村、下八釣村、膳夫村、出合村、出垣内村（現・橿原市）[18]、吉備村、笠神村［旧・吉備村枝郷］（現・桜井市）
  - 安倍村 ← 生田村、阿部村、橋本村、池之内村、山田村、高家村、高田村（現・桜井市）
  - 桜井村 ← 桜井村、谷村、河西村、浅古村、下村、上之宮村（現・桜井市）
  - 多武峰村 ← 倉橋村、今井谷村、横柿村、北山村、西口町、多武峰、鹿路村、飯盛塚町、八井内町、針道村、百市村、南音羽村、北音羽村、下居村、下り尾村、粟原村（現・桜井市）
  - 北八木村が高市郡八木町の一部となる。
- 明治23年（1890年）11月18日 - 桜井村が町制施行して桜井町となる。（2町7村）
- 明治30年（1897年）4月1日 - 郡制の施行のため、式上郡・式下郡・十市郡の区域をもって磯城郡が発足。同日十市郡廃止。

## 行政
三輪郡長→堺県十市・式上・式下・宇陀郡長
| 代 | 氏名 | 就任年月日                | 退任年月日               | 備考         |
| -- | ---- | ------------------------- | ------------------------ | ------------ |
| 1  |      | 明治13年（1880年）4月15日 |                          |              |
|    |      |                           | 明治14年（1881年）2月6日 | 大阪府に移管 |

大阪府十市・式上・式下・宇陀郡長
| 代 | 氏名 | 就任年月日               | 退任年月日                | 備考         |
| -- | ---- | ------------------------ | ------------------------- | ------------ |
| 1  |      | 明治14年（1881年）2月7日 |                           |              |
|    |      |                          | 明治20年（1887年）11月3日 | 奈良県へ移管 |

奈良県十市・式上・式下・宇陀郡長
| 代 | 氏名 | 就任年月日                | 退任年月日                | 備考                                   |
| -- | ---- | ------------------------- | ------------------------- | -------------------------------------- |
| 1  |      | 明治20年（1887年）11月4日 |                           |                                        |
|    |      |                           | 明治30年（1897年）3月31日 | 式上郡・式下郡との合併により十市郡廃止 |